# Faeton
Faeton (græsk:"Den lysende") er søn af solguden Helios og Klymene. 
Da der var blevet ytret tvivl om hans guddommelige herkomst, udbad Faeton sig af sin far tilladelse til for en dag at køre Solens vogn og fik den. Men hestene løb løbsk, vognen kom ud af sin bane og truede med at stikke alt i brand. Zeus måtte derfor dræbe ham med sin lynstråle, hvorpå Faeton styrtede ned i Eridanos. Mælkevejen på himmelen skal være fremkommet ved den af Faeton forårsagede brand. Af sorg over hans ulykkelige skæbne blev hans søstre, heliaderne eller faetontiaderne, forvandlede til poppeltræer.
- Wikimedia Commons har flere filer relateret til Faeton